# HMS Delphinium (K77)
L'HMS Delphinium (K77) va ser una corbeta de classe Flower, construïdes per a la Royal Navy (RN) entre 1940 i 1946. De 1941 a 1943 va estar activa a la Mediterrània com a escorta de combois de suport al Vuitè Exèrcit i la invasió de Sicília. A partir de mitjans de 1943 va ser d'escorta de combois entre Àfrica, el Mediterrani i el Regne Unit; i combois atlàntics entre Amèrica del Nord i el Regne Unit. Va escortar un total de 68 combois.

## Disseny i construcció
Les primeres corbetes de classe Flower, com la Delphinium , feien 205 peus 0 polzades (62,48 m) de longitud total , 196 peus 0 polzades (59,74 m) a la línia de flotació i 190 peus 0 polzades (57,91 m) entre perpendiculars. La mànega era de 33 peus 0 polzades (10,06 m) i el calat era de 14 peus 10 polzades (4,52 m) a popa. El desplaçament era d'unes 940 tones llargues (960 t) estàndard i 1.170 tones llargues (1.190 t) a plena càrrega. Dues calderes de tubs d'aigua de tres tambors  Admiralty alimentaven amb vapor un motor d'expansió vertical de triple capacitat de 2.750 cavalls de potència indicats (2.050 kW) que accionava un sol eix de l'hèlix. Això va donar una velocitat de 16 nusos (18 mph; 30 km/h). Transportaven 200 tones de petroli, amb una autonomia de 4.000 milles nàutiques (4.600 milles; 7.400 km) a 12 nusos (14 mph; 22 km/h).
L'armament de disseny era un únic canó naval Mk IX BL de 4 polzades cap endavant i un sol canó antiaeri "pom-pom" de 2 lliures a popa, tot i que els pom-pons no estaven disponibles fins al 1941, de manera que les primeres Flowers com la Delphinium es van completar amb un armament antiaeri improvisat de curta abast, com ara els canons Lewis o les metralladores Vickers de .50.
La Delphinium va ser un dels primers grups de corbetes de classe Flower modificades per al rastreig de mines magnètiques. El febrer de 1941, també estaven equipades amb un engranatge SA Tipus A Mark II (un marc A submergible i una galleda) per detonar mines acústiques. La Delphinium va mantenir la capacitat antisubmarina, tot i que es va produir una reducció en el nombre de càrregues de profunditat transportades.
La Delphinium va formar part de la comanda inicial de 26 vaixells per a corbetes classe Flower realitzada el 25 de juliol de 1939 sota les estimacions navals de 1939/40. Se li va col·locar la quilla a la drassana de Henry Robb, Leith el 31 d'octubre de 1939, va ser avarada el 6 de juny de 1940 i va ser posada en servei el 15 de novembre de 1940.

## Historial de servei
El febrer de 1942, la Delphinium va ser adoptada per Torrington i Districte, Devon, com a part d'una campanya nacional d'estalvi de la Setmana dels vaixells de guerra. Entre 1941 i 1945, la Delphinium va escortar un total de 68 combois.
Després de la posada en marxa, la Delphinium va escortar quatre combois atlàntics el gener de 1941. El febrer de 1941 es va unir al comboi OG-53 com a escorta durant el pas a Gibraltar. El desembre de 1941, la Delphinium formava part de l'11è grup de corbetes amb seu a Alexandria.
Entre març i juny de 1942, va escortar 11 combois entre Tobruk i Alexandria subministrant el Vuitè Exèrcit al nord d'Àfrica.
El gener de 1942 (acompanyant el comboi AT-16), la Delphinium (juntament amb la Primula) va encallar al Great Pass Alexandria. Va ser reflotada amb danys menors. El 20 de maig de 1942, el submarí alemany U-431 va detectar el comboi AT-46 a unes 65 milles a l'est de Tobruk i va torpedinar l'Eocene. La Delphinium i la resta d'escortes del comboi (Hero i HMS Falk) van llançar càrregues de profunditat sobre la posició sospitosa de l'U-431, però no va ser detectat i va aconseguir escapar.
El juny de 1942, la Delphinium va participar en l'operació Vigorós, escortant el comboi de subministrament MW11 des de la Mediterrània oriental per proveir Malta.
Entre juny de 1942 i juliol de 1943, la Delphinium no va escortar cap comboi important i el setembre de 1942 es va organitzar com a líder del 3r Grup d'Escorta assignat als vaixells que navegaven entre Port Said i Alexandria. Els altres vaixells d'aquest grup eren l'HMS Gloxinia , els destructors de la Reial Marina Hel·lènica Kountouriotis i Spetsai, HMSAS Protea, HMSAS  Southern Seas, els arrossegadors de mines HMT  Cumbrae i HMT  Islay i el balener antisubmarí HMS Klo.
L'11 de febrer de 1943, el vaixell cisterna holandès Saroena va ser torpedinat pel submarí alemany U-81, i es va incendiar. El Saroena va ser encallat a la badia de Sant Jordi, prop de Beirut i la Delphinium va ajudar en l'operació de salvament.
El juliol de 1943, la Delphinium va tornar al servei d'escorta de combois com a part de la invasió aliada de Sicília (comboi KMS 019a), escortant un comboi de camions cisterna enviat per reabastir la flota d'invasió.
El novembre de 1943, la Delphinium va formar part del 47è Grup d'Escortes, juntament amb les corbetes de la Reial Marina Hel·lènica Sachtouris i Apostolis, HMS Inver (K302), HMSAS Southern Seas i un vaixell de la 19a Flotilla de rastreig de mines.
Des de l'agost de 1943 fins al maig de 1945, la Delphinium va escortar 14 combois que navegaven entre Port Said i la badia de Chesapeake (GUS/UGS), 20 combois atlàntics entre la Mediterrània i Liverpool (MKS/KMS), i 15 combois més entre el Regne Unit i Sierra Leone (OS), així com dins del Regne Unit (TBC/BTC).

### Destí
La Delphinium va ser desballestat al moll de Pembroke el febrer de 1949.